# Bartosz Bonecki
Bartosz Bonecki (ur. 21 sierpnia 1992) – polski lekkoatleta specjalizujący się w trójskoku i w skoku w dal. 
Zawodnik klubów: AZS-PWSZ Gorzów (2009-2011), AZS Łódź (od 2012). Brązowy medalista mistrzostw Polski (2015 i 2017) oraz brązowy medalista halowych mistrzostw Polski (2017 i 2018) w trójskoku.
Czterokrotny medalista młodzieżowych mistrzostw Polski: srebrny w trójskoku (2014) oraz trzykrotny brązowy (w trójskoku w 2012 i 2013 oraz w skoku w dal w 2014).
Rekordy życiowe: trójskok - 16,06 (2015), skok w dal - 7,52 (2013).